# Бушманов, Дмитрий Владимирович
Дми́трий Влади́мирович Бушма́нов (род. 30 сентября 1978, Курган) — российский футболист, полузащитник. Футбольный судья первой категории, судья Ассоциации мини-футбола России.

## Биография
В 2004 году окончил Курганский государственный университет, специалист по физической культуре и спорту.
Воспитанник ДЮСШ-3, город Курган. Начинал карьеру в 1996 году в курганском клубе «Металлист-СДЮШОР», затем перешёл в клуб «Сибирь» Курган, который выступал во второй лиге. В августе 1997 года перешёл в «Тюмень», которая играла в высшей лиге. Дебютировал в чемпионате 16 августа в матче 23-го тура против «Черноморца», выйдя на замену на 64-й минуте вместо Александра Бурова. Свой единственный гол в том чемпионате забил в последнем 34-м туре в ворота «Шинника» на 13-й минуте.
В июле 1998 года стал игроком сочинской «Жемчужины». За неё Бушманов сыграл 2 матча и после окончания сезона ушёл. В 1999 пришёл в «Торпедо-ЗИЛ». В августе того же года перешёл в ставропольское «Динамо». С 2001 по 2002 год снова выступал за «Тюмень». Первый круг сезона-2003 провёл в «Урале». В августе вернулся в «Тобол». Там играл до 2005 года. С 2006 года по 2008 играл в челябинском «Зените». В 2009 году выступал во втором дивизионе за «Тюмень», но после первого круга был отзаявлен. В 2014—2015 годах выступал за «Тобол» (Курган).
С 2016 года — тренер-преподаватель первой квалификационной категории МБУДО «ДЮСШ-3», г. Курган у футболистов 2010 г.р.

## Достижения
«Металлист-СДЮШОР» (Курган)
- Бронзовый призёр первенства России среди ЛФЛ, зона «Урал»: 1996[9]

«Тюмень»
- Бронзовый призёр первенства России II лига, зона «Восток»: 2001; 2002

«Зенит» (Челябинск)
- Бронзовый призёр первенства России II лига, зона «Урал-Поволжье»: 2007

## Награды
- Почетная грамота Администрации города Кургана, 2018 год
- Почетная грамота Департамента социальной политики Администрации города Кургана, 2017 год